# Episodi di Zero Duel Masters
Zero Duel Masters (ゼロ デュエル・マスターズ?, Zero Dyueru Masutāzu) è stato trasmesso originalmente in Giappone dal 9 aprile al 24 settembre 2007 su TV Tokyo per un totale di 24 episodi. La sigla d'apertura è Ima! Hajimaru yūki (今! 始まる勇気? lett. "Ora! Inizia il coraggio") cantata dai Rey.

Il logo della serie

La storia è ambientata in un universo alternativo in cui Shobu ha perso il duello contro Hakuoh nell'episodio 22 della prima stagione, Un duello memorabile.
Un'organizzazione misteriosa è interessata all'abilità di Shobu Kirifuda di poter dar vita alle creature di Duel Masters. Con l'aiuto dei suoi amici, l'eroe lotterà con passione, disciplina e con il cuore, sforzandosi di essere come il padre e diventare il prossimo maestro Kaijudo.

## Lista episodi
| Nº | Titolo italiano (traduzione letterale) Giapponese 「Kanji」 - Rōmaji | In onda           | In onda |
| Nº | Titolo italiano (traduzione letterale) Giapponese 「Kanji」 - Rōmaji | Giapponese        |         |
| 1  | Duel Start! 「デュエル スタート！」 - Dyueru Sutāto!                 | 9 aprile 2007     |         |
| 2  | Slash Deck 「スラッシュ・デッキ」 - Surasshu Dekki                   | 23 aprile 2007    |         |
| 3  | Mana Cost 「マナコスト」 - Mana Kosuto                               | 7 maggio 2007     |         |
| 4  | Cinque anime 「五つの魂」 - Itsutsu no tamashī                       | 21 maggio 2007    |         |
| 5  | Un vero duello 「真のデュエル」 - Shin no Dyueru                     | 4 giugno 2007     |         |
| 6  | Asso 「切り札」 - Kirifuda                                           | 18 giugno 2007    |         |
| 7  | Dragon VS Angel 「ドラゴンVSエンジェル」 - Doragon VS Enjeru         | 2 luglio 2007     |         |
| 8  | Infinito contro samurai 「無限VS武者」 - Mugen VS musha              | 16 luglio 2007    |         |
| 9  | Hakuoh VS Mimi 「白凰VSミミ」 - Hakuō VS Mimi                        | 3 settembre 2007  |         |
| 10 | La parte inferiore della terra 「地の底」 - Ji no soko               | 10 settembre 2007 |         |
| 11 | L'ultimo desiderio 「最後の望み」 - Saigo no nozomi                  | 17 settembre 2007 |         |
| 12 | Super Spark 「スーパー・スパーク」 - Sūpā Supāku                     | 24 settembre 2007 |         |